# Mioarele
Mioarele è un comune della Romania di 1 695 abitanti, ubicato nel distretto di Argeș, nella regione storica della Muntenia.
Il comune è formato dall'unione di 6 villaggi: Aluniș, Chilii, Cocenești, Folești, Mățău, Suslănești.